# Aglaomorpha cornucopia
Aglaomorpha cornucopia är en stensöteväxtart som först beskrevs av Edwin Bingham Copeland, och fick sitt nu gällande namn av M.C.Roos. Aglaomorpha cornucopia ingår i släktet Aglaomorpha och familjen Polypodiaceae. Inga underarter finns listade.